# أوسكار جيل
أوسكار جيل (بالإسبانية: Óscar Gil Regaño) هو لاعب كرة قدم إسباني في مركز الدفاع، ولد في 26 أبريل 1998 في ألش في إسبانيا. لعب مع نادي إلتشي.

## وصلات خارجية
- أوسكار جيل على موقع الاتحاد الأوربي (الإنجليزية)
- أوسكار جيل على موقع قاعدة بيانات كرة القدم.إي يو (الإنجليزية)
- أوسكار جيل على موقع ناشيونال فوتبول تيمز (الإنجليزية)
- أوسكار جيل على موقع Soccerway.com (الإنجليزية)
- أوسكار جيل على موقع عالم كرة القدم.نت (الإنجليزية)
- أوسكار جيل على موقع أوليمبيديا (الإنجليزية)